# The Water Dog
The Water Dog, também conhecido sob o título Fatty’s Streak of Yellow, é um filme mudo de comédia curta norte-americano de 1914, dirigido e estrelado por Fatty Arbuckle.

## Elenco
- Roscoe 'Fatty' Arbuckle como Gordo[1]
- Baby Doris Baker como Menina Pequena[1]
- Minta Durfee como Babá[1]
- Alice Davenport como Mulher Beijada pelo Gordo[1]
- Bill Hauber como Namorado da Babá[1]
- Charles Avery como Homem Que Vê uma Garota nas Pedras[1]
- Harry Russell como Policial Barbudo e Careca[1]